# Steffen Klumpp
Steffen Klumpp (* 4. Juli 1972 in Baden-Baden; † 1. September 2024 in Allach-Untermenzing, München) war ein deutscher Rechtswissenschaftler und Hochschullehrer.

## Leben
Nach dem Abitur 1992 und dem Grundwehrdienst 1992/1993 in Ebern und Karlsruhe studierte er von 1993 bis 1998 Rechtswissenschaften an der Universität Mannheim (erstes juristisches Staatsexamen). Nach der Promotion 2001 mit einer schadensrechtlichen Dissertation und dem zweiten juristischen Staatsexamen 2003 war er von 2003 bis 2005 wissenschaftlicher Angestellter am Zentrum für Arbeitsbeziehungen und Arbeitsrecht an der Ludwig-Maximilians-Universität München (Direktor: Volker Rieble). Von 2005 bis 2007 war er Habilitationsstipendiat der Stiftung für Arbeitsbeziehungen und Arbeitsrecht. Nach der Habilitation 2007 (venia legendi für die Fächer Bürgerliches Recht, Arbeitsrecht und Sozialrecht; Privatdozent an der Juristischen Fakultät der Ludwig-Maximilian-Universität München) war er 2007 Mitarbeiter der Siemens AG in München. Von 2007 bis 2008 vertrat er den Lehrstuhl für Bürgerliches Recht, Arbeitsrecht, Handels- und Gesellschaftsrecht an der Universität Passau. Von 2008 bis 2009 vertrat er den Lehrstuhl für Bürgerliches Recht, Zivilprozessrecht und Freiwillige Gerichtsbarkeit (Wintersemester 2008/2009) und den Lehrstuhl für Arbeits- und Sozialrecht (Sommersemester 2009) an der Friedrich-Alexander-Universität Erlangen-Nürnberg. 2009 erhielt er einen Ruf auf den Lehrstuhl für Arbeits- und Sozialrecht der Friedrich-Alexander-Universität Erlangen-Nürnberg und war dort seit November 2009 Lehrstuhlinhaber.

## Schriften (Auswahl)
- Die Privatstrafe – eine Untersuchung privater Strafzwecke. Zivilrechtlicher Schutz vor Zwangskommerzialisierung. Berlin 2002, ISBN 3-428-10648-2.
- mit Volker Rieble und Cornelia Gistel: Rechtsmißbrauch in der Betriebsverfassung. München 2006, ISBN 3-9809380-6-9.
- Das Subsidiaritätsprinzip im Arbeitsrecht. Berlin 2006, ISBN 3-939826-06-5.
- mit Manfred Löwisch und Georg Caspers: Arbeitsrecht. Ein Studienbuch. München 2019, ISBN 3-8006-6021-0.